# Księżomierz Kościelna
Księżomierz Kościelna – wieś w Polsce, w województwie lubelskim, w powiecie kraśnickim, w gminie Gościeradów.
Do 2023 miejscowość nazywała się Ulica Kościelna i była częścią wsi Księżomierz.
W latach 1975–1998 Ulica Kościelna administracyjnie należała do województwa tarnobrzeskiego.